# Feruza Sadikova
Feruza Sadikova (usbekisch. Feruza Sadikova; * 23. April 2002 in Taschkent) ist eine usbekische Taekwondoin in der Gewichtsklasse bis 62 kg. 2019 gewann sie die Bronzemedaille bei den Militärweltspielen und wurde 2021 Asienmeisterin. Sie gewann zweimal die Bronzemedaille bei der Weltmeisterschaft, war Siegerin der Islamic Solidarity Games und Silbermedaillengewinnerin bei den Asienspielen 2022.

## Leben
Feruza Sadykova wurde am 23. April 2002 in Taschkent geboren. Mit dem Sport begann sie im Internat der olympischen Reserve der Stadt Chirchiq.
Seit 2018 nimmt sie an großen Sportwettbewerben teil. Im selben Jahr gewann sie den usbekischen Pokal für die „Preise des Botschafters der Republik Korea“. Im Jahr 2019 gewann sie bei den Sommer-Militärweltspielen in der Gewichtsklasse bis 62 kg, die in Wuhan stattfanden, eine Bronzemedaille. Zudem nahm sie an der Weltmeisterschaft in Manchester teil. In der ersten Runde besiegte sie Natalie Hamadi aus Kuwait, verlor aber in der nächsten Runde. Sie gewann dann die Bronzemedaille bei den asiatischen Jugendmeisterschaften. Am 18. Juni 2021 gewann Sadikova bei den asiatischen Meisterschaften in Beirut die Goldmedaille in der Gewichtsklasse bis 62 kg, nachdem sie im Finale von Jeong Cheong aus Südkorea gewonnen hatte. Im selben Jahr gewann sie die Beirut Open.
Im Jahr 2022 gewann Feruza Sadikova die Goldmedaille bei den Fujairah Open. Im selben Jahr verlor sie im Achtelfinale beim Grand Prix in Rom gegen Caroline Santos aus Brasilien. Später gewann sie jedoch beim Präsidenten-Cup des asiatischen Taekwondo-Verbandes eine Bronzemedaille. Im Juni nahm sie an der asiatischen Meisterschaft in Chuncheon in der Gewichtsklasse bis 62 kg teil. Dort verlor sie im Halbfinale gegen Nastaran Walizadeh und gewann die Bronzemedaille. Im August 2022 gewann sie bei den Islamic Solidarity Games in Konya in der Gewichtsklasse bis 62 kg die Goldmedaille.
Im Jahr 2023 gewann Sadikova bei der Weltmeisterschaft in Baku in der Kategorie bis 62 kg die Bronzemedaille. Im Oktober desselben Jahres gewann sie in Hangzhou bei den Asienspielen in der Gewichtsklasse bis 67 kg die Silbermedaille und verlor im Finale gegen eine chinesische Sportlerin.